# آفریکاکور
آفریکاکور (به آلمانی: Deutsches Afrikakorps - D.A.K - سپاه آفریقا) یکی از سپاه‌های نیروی زمینی آلمان در دوره رایش سوم بود که در جریان جنگ جهانی دوم در شمال آفریقا به عملیات پرداخت.
در ابتدا هدف عمده از ایجاد و اعزام این سپاه به جبهه شمال آفریقا کمک به ایتالیا بود. این سپاه بخشی از فرماندهی نیروهای محور در شمال آفریقا بود.